# 북주 효민제
주 효민황제 우문각(周 孝閔皇帝 宇文覺, 542년 ~ 557년 11월 1일(음력 9월 24일))은 중국 남북조 시대 북주의 초대 황제이다. 자는 타라니(陀羅尼)이다. 우문태(宇文泰)의 셋째 아들이다. 북주의 창건자로 여겨지지만, 실제로는 재상 우문호의 괴뢰 군주였다.

## 생애
542년에 서위의 권력자 우문태의 셋째 아들로 동주 관사(同州 官舎)에서 태어났다. 어머니 풍익공주(馮翊公主)는 북위 효무제의 여동생이다. 9살 때 서위의 약양군공(略陽郡公)으로 책봉되었다. 주서 효민제기에 의하면 고귀하지만 오래 살수 없는 인상으로 점이 나온것으로 알려졌다.
556년 3월에 안정공 우문태의 세자가 되었고, 우문태의 적자로서 인정받았다. 4월에 대장군으로 임명되었다. 10월에 우문태가 사망하자 태사(太師)와 대가재(大家宰) 자리에 올랐다. 12월에 주공(周公)으로 봉해졌고, 557년 1월에 서위의 공제로부터 제위를 선양받아 즉위해 북주를 건국한다. 우문태의 조카로 우문각 옹립의 주역인 우문호가 조귀(趙貴)와 독고신(獨孤信)등의 정적을 숙청하여 실권을 장악했다.
주서에 의하면 우문각은 강하고, 과감한 성격이었다고 한다. 그 해 9월에 우문호의 전횡을 막기 위해, 측근들과 우문호를 살해하는 계획을 하지만 사전에 탄로났고 폐위되어 약양공(略陽公)으로 격하당하고 뒤에 살해되었다. 그의 나이가 16세였다. 그의 이복형인 우문육이 우문호에 의해 옹립되었다.
후에 우문호가 동생인 무제에 의해 살해되자 복권되어 효민황제(孝閔皇帝)로 추존되었다.

## 가족 관계

### 조부모와 부모
- 조부 : 덕황제(德皇帝) 우문 굉(宇文 肱)
- 조모 : 명덕황후(明德皇后) 왕씨(王氏)
- 부친 : 태조(太祖) 문황제(文皇帝) 우문 태(宇文 泰)
- 모친 : 문황후(文皇后) 원씨(元氏)

### 정비
| 봉호           | 시호               | 이름(성씨)     | 별칭  | 재위년도 | 생몰년도  | 국구(장인/장모)                     | 능묘 | 비고  |
| -------------- | ------------------ | -------------- | ----- | -------- | --------- | ----------------------------------- | ---- | ----- |
| 천왕후(天王后) | 효민황후(孝閔皇后) | 원호마(元胡摩) | [ 1 ] | 557년    | ? ~ 616년 | 서위 문제(西魏 文帝) 원보거(元寶炬) |      | [ 2 ] |

### 후궁
| 봉호       | 별칭 | 이름(성씨) | 생몰년도 | 비고 |
| ---------- | ---- | ---------- | -------- | ---- |
| 부인(夫人) |      | 팽씨(彭氏) |          |      |
| 부인(夫人) |      | 육씨(陸氏) |          |      |

### 왕자
| - | 봉호       | 시호   | 이름             | 생몰년도  | 생모      | 별칭  | 비고  |
| - | ---------- | ------ | ---------------- | --------- | --------- | ----- | ----- |
| 1 | 기왕(紀王) | 여(厲) | 우문 강(宇文 康) | ? ~ 576년 | 부인 육씨 | [ 3 ] | [ 4 ] |

## 기년
| 효민제      | 원년       |
| ----------- | ---------- |
| 서력 (西曆) | 557년      |
| 간지 (干支) | 정축(丁丑) |

## 참고 문헌
- 《주서(周書)》
- 《북사(北史)》